# Tui, Galicien
Tui (galiciskt uttal: [ˈtuj], spanska: Tuy) är en stad och kommun i provinsen Pontevedra i den autonoma regionen Galicien i nordvästra Spanien. Staden ligger vid floden Miño, cirka 42,5 kilometer söder om Pontevedra. På andra sidan floden ligger den portugisiska staden Valença. Kommunen har 17 454 invånare (2024), på en yta av 68,19 km².
Tuis främsta sevärdhet är katedralen, uppförd från 1000-talet till 1200-talet.